# The Old Dead Tree
The Old Dead Tree var et gothic doom metal band fra Paris, Frankrig. Bandet blev grundlagt i 1997 og opløst i 2009.